# هژبر
هُژَبر به معنی شیر نامی مردانه است که می‌تواند اشاره به موارد زیر داشته باشد :
- هژبر یزدانی، از مشاهیر سنگسر
- هژبر سلطان (اسدالله خان باوند)، نظامی مازندرانی در مشروطه